# Deus Fídio
Na antiga religião Romana, Deus Fídio (Dius Fidius); menos frequentemente citado como Dio Fido (Dius Fidus)) foi um deus dos juramentos associado a Júpiter.Acredita-se que seu nome esteja relacionado com  Fides.
Fidius pode ser uma forma anterior para filius, "filho", com o nome de Dius Fidius originalmente referindo-se a Hercules , como um filho de Júpiter. de Acordo com alguns autores, a frase medius fidius foi equivalente a mehercule "Meu Hercules!", interjeição comum.